# Диксон (озеро)
Диксон (исп. Lago Dickson) — озеро, расположенное в северной части Национального парка Торрес-дель-Пайне, в регионе Магальянес на юге Чили. Это — ледниковое озеро в южной Патагонии, расположенное на южном ледовом поле Патагонии, которое с 1998 года стало озером расположенным в двух странах, так как оно пересекается международной границей между Аргентиной и Чили из-за отступления ледника Диксон. До этого озеро Диксон было полностью на чилийской территории, в северной части национального парка Торрес-дель-Пайне, но оно объединилось с озером, которое начало формироваться в 1980-х годах, у ледника Диксон. Это озеро находилось на аргентинской стороне, когда было подписано соглашение о государственной границе, в секторе, прилегающем к национальному парку Лос-Гласьярес, но не являющемуся его частью. Озеро подпитывается одноимённым ледником и рекой Лос-Перрос, которая берёт начало в прогляциальном озере, образовавшемся при отступлении ледника Лос-Перрос. Из озера вытекает река Пайне (Пейн).

## Название
Озеро названо в честь британского офицера, капитана Бертрама Диксона, который принимал участие в разрешении пограничного спора, урегулированного королём Великобритании Эдуардом VII в 1902 году. Другие источники утверждают, что это наименование озеру дал исследователь Отто Норденшёльд во время путешествия по Чили летом 1895—1896 годов в честь своего покровителя Барона Диксона.

## История
Когда этот район был исследован Норденшёльдом в 1895 году, ледник Диксон расходился на два рукава к югу от холма Кубо, каждый из которых был притоком к Атлантическому (северный рукав) и Тихому (южный рукав) океанам. Северный рукав соединился с ледниками Кубо и Фриас, питающими озеро Фриас. Соглашение 1991 года оставило северный рукав ледника аргентинской стороне и южный рукав чилийской стороне. Южный рукав длится на 4,5 км и заканчивается у озера Диксон, в долине между холмами Стокса и Доде. До подписания соглашения правительство Чили утверждало, что международная граница проходила через холмы Кубо, Фриас и Доде (в 2,5 км к северу от нынешней границы на озере).
Оба рукава ледника Диксона отступили в течение XX века в связи с таянием ледников Кубо и Фриас, поэтому к 1982 году озеро уже сформировалось в районе северного рукава. К 1998 году северный рукав почти полностью исчез и оба озера объединились. Таким образом, озеро Диксон удвоило протяжённость 7,5 км, которую оно имело в 1895 году, и стало двухнаправленным озером. Современное озеро простирается примерно на 17 км в приблизительном направлении север-юг, из которых около 5 км находится на аргентинской стороне, в дальнейшем может увеличить свой размер, в результате отступление ледника. Ширина озера колеблется в основном от 1 до 1,5 км, но не достигает 2 км в самой широкой части.